# Little Village
I Little Village sono stati un supergruppo musicale statunitense formatosi nel 1992 e composto da Ry Cooder (chitarra e voce), John Hiatt (chitarra, piano e voce), Nick Lowe (basso, voce) e Jim Keltner (batteria).
Già nel 1987 suonarono assieme, in occasione della registrazione dell'album di John Hiatt Bring The Family ma solo cinque anni dopo si riunirono in studio per registrare quello che rimase l'unico album della loro storia, l'omonimo disco. I brani sono stati scritti dai tutti e quattro i componenti del gruppo e cantati principalmente da Hiatt.
Fecero un tour statunitense ed europeo ma poi si sciolsero nello stesso anno.
L'album passò quasi inosservato dal pubblico, anche se ottenne nel 1993 la nomination per il Grammy Award come Miglior Disco Gruppo Rock Vocale.

## Discografia
- 1992 - Little Village (Reprise Records)